# Locomotiva FFS Re 450
Le locomotive Re 450 delle Ferrovie Federali Svizzere sono una serie di locomotive elettriche, progettate negli anni ottanta per il traino di convogli regionali sulla rete celere zurighese.
Tipicamente, vengono utilizzate al traino di 3 carrozze a due piani; tali composizioni sono dette DPZ, sigla di Doppelstock-Pendelzug ("treno navetta a due piani" in tedesco).

## Storia
Le locomotive Re 450 (indicate inizialmente come Re 4/4V, secondo il vecchio sistema di denominazione) vennero progettate nella seconda metà degli anni ottanta, in previsione dell'attivazione della rete celere zurighese, composta di linee suburbane ad alta frequenza.
Vennero costruite dalla SLM di Winterthur, con parte elettrica ABB, e furono le prime locomotive svizzere equipaggiate con tiristori GTO e motore asincrono trifase.
Alcune forniture successive vennero costruite dalla SIG di Neuhausen e dalla SWP di Pratteln, perché la SLM era impegnata nella costruzione delle Re 460.
Le Re 450 furono progettate parallelamente alle Re 456 fornite dalla stessa SLM a diverse ferrovie private. A differenza di quelle, però, le Re 450 sono macchine monocabina; alla seconda estremità (destinata ad accoppiarsi sempre con una carrozza) è presente uno spazio bagagliaio.
Complessivamente, furono costruite 115 unità. Due unità furono vendute nel 2008 alla SZU, dove ottennero la classificazione Re 456 551 e 552.

## IDoppelstock-Pendelzug

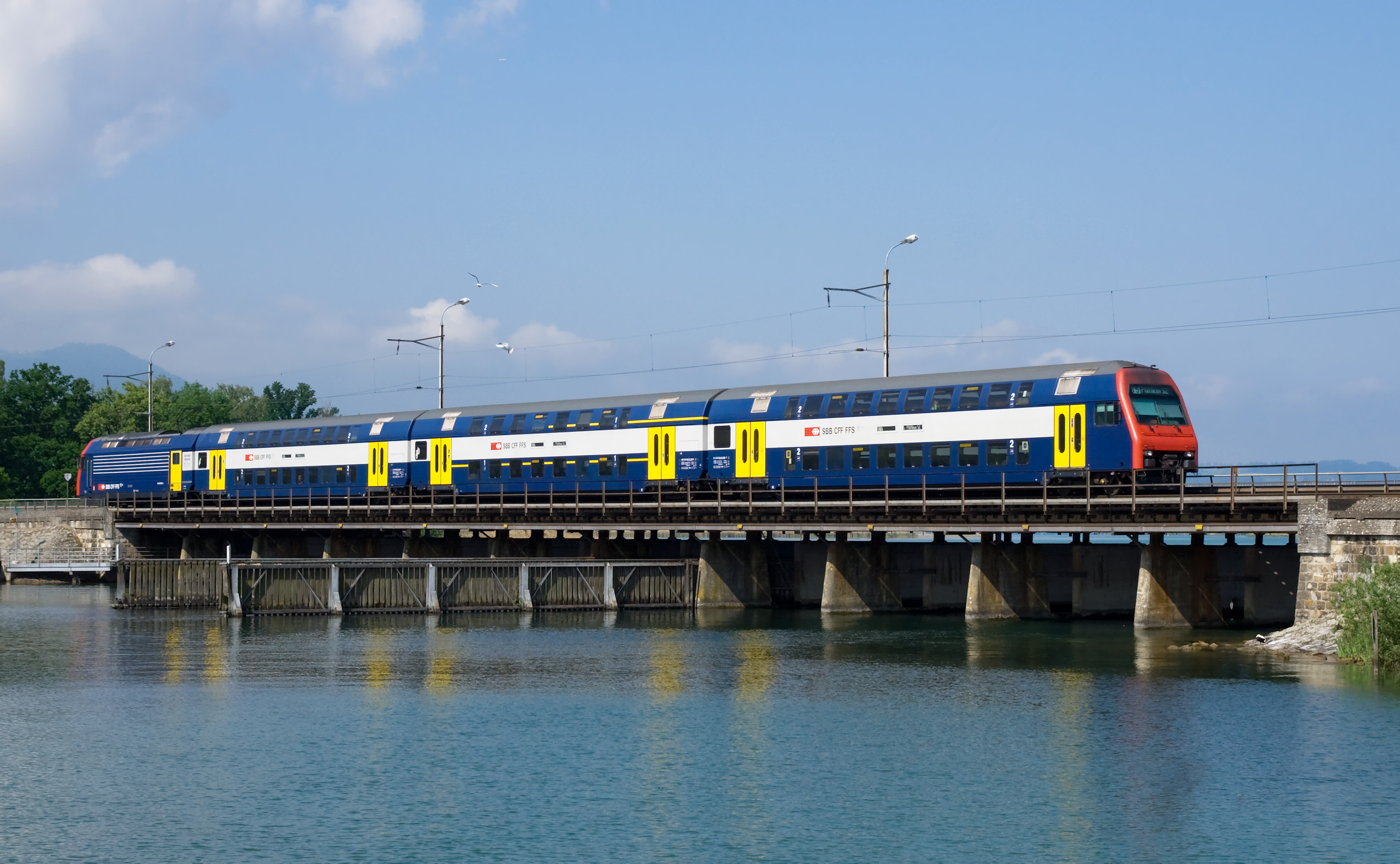
Composizione DPZ in corsa presso Rapperswil

Le locomotive Re 450 vengono normalmente utilizzate al traino di tre carrozze a due piani, in composizioni fisse dette Doppelstock-Pendelzug ("treno navetta a due piani").
Ogni DPZ comprende, oltre alla locomotiva, una carrozza di seconda classe, quindi una carrozza mista di prima e seconda classe, e infine una carrozza pilota di seconda classe. Le carrozze furono costruite dalla SWP di Pratteln, con parte elettrica ABB e carrelli SIG.
In totale, ogni complesso DPZ conta 387 posti a sedere, di cui 81 di prima classe e 306 di seconda classe, e misura 98,8 metri di lunghezza. Grazie all'aggancio automatico e al comando multiplo, vengono allestiti treni composti di lunghezza maggiore, fino a 3 complessi DPZ, ognuno dei quali comprendente una locomotiva.
A partire dal 2006, i DPZ sono stati integrati dai nuovi DTZ, che garantiscono un migliore comfort grazie al pianale ribassato e all'aria condizionata.